# 盖布瑞·雅德
盖布瑞·雅德（Gabriel Yared，1949年10月7日—），黎巴嫩籍法国作曲家，奥斯卡音乐奖得主。
他因《英国病人》（1996）一片的配乐获得奥斯卡最佳原创音乐奖，又因《天才雷普利》（1999）和《冷山》(2003)获得提名。他配乐的影片还有《天使之城》（City of Angels）。2004年他为《特洛伊》写配乐，但是没有通过终审，最终由华纳公司出版CD。

## 作品
- 《巴黎野玫瑰》（Betty Blue|37°2 le matin）
- 《英倫情人》（The English Patient）
- 《天才雷普利》（The Talented Mr. Ripley）
- 《冷山》（Cold Mountain）
- 《天使之城》（City of Angels）
- 《談情共舞》（Shall We Dance?）
- 《竊聽風暴》（Das Leben der Anderen）
- 《1408》
- 《皇家風流史》（En kongelig affære）
- 《湯姆在農場》（Tom à la ferme）
- 《情人》（The Lover）
- 《约翰·多诺万的死与生》（The Death & Life of John F. Donovan）

## 外部連結
- 盖布瑞·雅德在互联网电影资料库（IMDb）上的資料（英文）
- 盖布瑞·雅德在豆瓣上的资料（简体中文）
- 官方電影 （页面存档备份，存于）
- 與盖布瑞·雅德有關"1408"的訪談